# Aleksey Nikolayev
Aleksey Nikolayev (in russo Алексей Владимирович Николаев?, Aleksej Vladimirovič Nikolaev; Voronež, 5 settembre 1979) è un ex calciatore uzbeko di origine russa, di ruolo difensore.